# Chionaema gonypetes
Chionaema gonypetes är en fjärilsart som beskrevs av Louis Beethoven Prout. Chionaema gonypetes ingår i släktet Chionaema och familjen björnspinnare. Inga underarter finns listade i Catalogue of Life.